# Markus Zemp (Dirigent)
Markus Zemp (* 22. Juni 1948) ist ein Schweizer Dirigent, Pädagoge, Kirchenmusiker und Komponist.

## Leben und Wirken
Markus Zemp studierte nach der Primarlehrerausbildung Orgel, Schulmusik, Komposition, Chor- und Orchesterdirigieren an der Akademie für Schul- und Kirchenmusik Luzern, an der Musik-Akademie Basel und an der Musikhochschule in Wien. Nebst seiner Berufs- und Konzerttätigkeit war er in jungen Jahren als Produzent und Redaktor beim Schweizer Radio DRS 2 tätig. An der Hofkirche Luzern wirkte er 1987–2001 als Stiftskapellmeister und 1987–2004 als Leiter der Cappella der Hofkirche. Als Professor an der Hochschule Luzern war er von 1987 bis 2012 Dozent für Dirigieren und Partiturspiel und leitete mehrere Jahre die Abteilung Kirchenmusik. Durch die Gründung der «Entlebucher Kantorei», eines Projektchors mit einem Stamm von rund 200 Sängerinnen und Sängern, wurde er zum Pionier einer neuen Chorszene. Mit dem Chor konzertierte er 25 Jahre lang, zusammen mit verschiedenen Schweizer Orchestern. Seine besondere Stärke im Instrumentalspiel lag stilpolyvalent in der Improvisation.

## Kompositionen und Bearbeitungen
- Weltliche und geistliche Chormusik
- Betruf (Collage für Chor und Orchester)
- Vesperae de Sanctae Crucis Inventione (Rekonstruktion nach Claudio Monteverdi)
- Bearbeitungen von Werken der Luzerner Komponisten J. F. X. D. Stalder und F. J. L. Meyer von Schauensee
- Kompositionsauftrag für das St. Galler Kantorenbuch